# 鷹生ダム
鷹生ダム（たこうダム）は、岩手県大船渡市、二級河川盛川水系鷹生川に建設されたダムである。

## 概要
岩手県が管理する県営ダム。高さ77.0メートルの重力式コンクリートダムであり、洪水調節・不特定利水・上水道用水の確保を目的とする多目的ダムである。ダムによって形成された人造湖は、五葉湖（ごようこ）。ダム貯水池の一部を含む一帯は五葉山県立自然公園となっている。

### ダムの目的
- 洪水調節 - 鷹生ダムで洪水調節を行い、盛川沿川地域の水害を防除。
- 不特定利水 - 盛川沿川の既得用水（農業用水等）の補給及び河川流量減少時に鷹生ダムより補給。
- 上水道用水の確保 - 大船渡市による新たな取水。

### ダム諸元の補足
- ダム天端標高 - EL. 293
- 提体法勾配 - 上流鉛直、下流1:0.75
- 基盤地質 - 中生代白亜紀の安山岩、砂岩及び斑れい岩
- 常用洪水吐 - オリフィスによる自然調節
- 非常用洪水吐 - クレスト自由越流
- 管理用発電所 - ダムからの放流水を利用して発電し、管理設備の電源として利用（最大出力：280kw）

提体等に使用したコンクリート材料（石灰岩、砕石、砂、水）全て地元（大船渡市日頃市町）産である。

## 沿革
大船渡市内を流れる盛川流域は、1977年（昭和52年）の豪雨を始めとした出水により下流市街地を中心とした浸水被害が頻発していた。また、夏期においては灌漑用水不足に見舞われていた。そのほか、水道水源として依存してきた地下水の取水可能量が限界に達していた。岩手県では河川改修などを行って対策してきたが、このような状況を踏まえ、盛川上流の鷹生川に多目的ダムを建設する計画を策定した。
ダムは1978年（昭和53年）に予備調査が始まり、1985年（昭和60年）に実施計画調査、1989年（平成元年）より工事に本格着手し、2006年（平成18年）に竣工した。総事業費は325億円。
鷹生ダムによって形成される五葉湖は、地域のシンボルである五葉山に源を発していることや、多くの人に親しまれていてなじみやすく、ダム湖の場所もわかりやすいとの理由から2006年（平成18年）9月に命名された。

## 周辺
岩手県沿岸南部の最高峰、五葉山の麓に位置しており、周辺は県立自然公園に指定されている。五葉湖畔には「五葉温泉」がある。
- 五葉山県立自然公園
- 五葉山
- 五葉温泉
- 中甲子ノ滝
- 岩手県道193号唐丹日頃市線（しゃくなげロード）